# アラカン解放軍
アラカン解放軍（アラカンかいほうぐん、ビルマ語: ရခိုင်ပြည် လွတ်မြောက်ရေး တပ်မတော်、英語: Arakan Liberation Army、略称) ALA ）は、ミャンマーのラカイン州の 反政府武装組織。 アラカン解放党（Arakan Liberation Party、ALA）の軍事部門である。 2012年4月5日、ミャンマー政府と停戦合意を締結した。

## 結成
1962年のネ・ウィンの軍事クーデターにより、軍事独裁政権が樹立して以来、ミャンマーの米生産量は低下の一途を辿っていた。その理由は、経済の担い手であった中国人、インド人商人を排除したものの、代わりの政治機構が非効率極まりなかったこと、政府の低価格での強制買上げにより農民の生産意欲が著しく低下したことなどがあったが、もう1つ、ビルマ共産党（CPB）、カレン民族同盟（KNU）、民族民主統一戦線（NUDF）などの反乱軍が、ミャンマー最大の穀倉地帯であったエーヤワディー地方域のデルタ地帯を攻撃して、農協、米買付所、精米所、倉庫のみならず、道路、橋、鉄道、電話線なども破壊して、政府の米流通網を混乱させたことも一因だった。
1967年にはこの事態が極まり、米生産量は前年度比17％減の650万トンに留まった。この水準であれば、節米に努めればなんとか耐えられる状況ではあったが、これを機に折からの国民の不平・不満が爆発、ミャンマー全土で米騒動、米寄こせデモ、焼き討ちが発生する事態となった。裏ではCPBの工作員が糸を引いていたとも言われ、7月には中国がCPBに接近するきっかけになった、ヤンゴンでの反中暴動も発生した。
そして8月12日、ラカイン州のアキャブで、アキャブ港に停泊していた貨物船、精米所が暴徒化した住民に襲撃された。翌13日、今度、暴徒たちは市内の警察署、刑務所、公用車に対して投石するなどして襲撃。治安部隊が出動して、解散するよう説得したが、暴徒が聞き入れなかったため、これに発砲した。公式発表では18人死亡、49人が負傷となっているが、300人以上が死亡したとも伝えられる（米殺しの日/Rice Killing Day）。
この事件をきっかけに、ラカイン族の著名な歴史家・ウー・ウータトゥン（U Oo Tha Tun）の後援の下、KNUの支援を受けて、カインモールン（Khaing Moe Lun）という人物が、若者、僧侶、労働者、政治活動家を募って、ヤンゴンでアラカン解放軍（ALP）を結成した。
彼らは軍事技術・戦略を学び、軍事経験を積むために、真の目的を秘してミャンマー海軍に入隊し、ヤンゴン郊外タンリンにある海軍基地に配属された。そして1968年11月、アキャブの軍事基地から兵器と弾薬を盗んだ後、ミャウウーに逃亡して軍事拠点を築く計画を立てたところ、直前で仲間の1人が裏切り、武器庫の前で集合したところで全員逮捕され投獄された。

## 再結成、そして壊滅
カインモールンは1972年に恩赦により釈放され、故郷に戻って結婚し、商人として生計を立てていた。しかし翌年、カインモールンはKNU支配地域のコウムラ（Kawmoorah）に赴いて武装闘争の再開を決意。仲間たちも合流した。そして厳しい軍事訓練を受けた後、1974年6月1日、ALP/ALAを再結成し、カインモールンは議長兼軍の最高責任者の座に就いた。1976年にはKNU支配地域で結成された少数民族武装勢力の連帯組織・民族民主戦線（NDF）の創設メンバーにもなった。
その後3年間、KNUの軍事部門・カレン民族解放軍（KNLA）の下で戦闘の経験を積んだ後、いよいよラカイン州に帰還することになり、1976年6月、120人以上のメンバーを引き連れてカレン州からラカイン州への2000マイルの旅に出た。そしてナガ丘陵、カレン州、カレンニー州、シャン州、カチン州を横断した後、1977年2月、チン州に到着。そこで同じく海軍を脱走してチン解放軍（Chin Liberation Army：CLA）というチン族の武装勢力を率いていたウィリアム少佐と13人の兵士と合流した。しかし、そこで6,000人の国軍・インド軍合同軍の攻撃を受け、70回以上の衝突の末、弾薬と食糧も尽き、6月4日、降伏を拒否したカインモールンは自決し、50人の兵士が戦死した。その後、逮捕・投降した者のうち約30人は国軍により裁判もなく射殺され、生き残った者たちは軍法会議にかけられ、7人が死刑を宣告され、45人が終身刑を受け、組織は壊滅状態に陥った。

## 再々結成
1980年の恩赦により、投獄されていたALA関係者も釈放され、1981年、コウムラで、現在も議長を務めるカインイェカイン（Khaing Ye Khaing）によってALP/ALAは再結成された。以降、ALAは約50～100人の主力部隊をKNU支配地域に置いているものの、現在に至るまでラカイン州で本格的な武装闘争を行わないままである。
1985年、ALAはアラカン共産党（CPA）、アラカン独立機構（AIO）とともにアラカン民族統一戦線（NUFA）を設立したが、ラカイン州全体の反政府武装勢力が停滞する中、NUFAの活動も停滞した。
8888年民主化運動が起きると、NUFAは、アラカン民族解放党軍（ANLA）、部族民族党（TNP）、アラカン民族民主軍（NDFA）を加えて拡大。、この際、AIOとALAは一時的に合併した。ALAとNUFAは泰緬国境地帯で結成されたビルマ民主同盟（DAB）の設立メンバーとなったが、所属組織が次々と政府と停戦合意を結んで同盟を脱退するに及び、DABも有名無実化した。
その後目立った活動はなく、長らく支援してくれたKNUが2012年1月12日、ミャンマー政府と停戦合意を結んだことにより、ALPも2012年4月5日、政府と停戦合意を結び、2015年10月15日には全国停戦合意（NCA）にも署名した。ただラカイン州で本格的に武装闘争をしたことがないALPが、ラカイン州の武装勢力代表に選ばれたことで、アラカン軍（AA）など他のラカイン州の武装勢力は不満を募らせた。

## 2021年クーデター後
2021年クーデター後の2022年、ALP/ALAは、議長のカインイェカインが率いるグループとカインソーナインアウン（Khaing Soe Naing Aung）が率いるグループに分裂した。前者は国家行政評議会（SAC）と戦う姿勢を見せている。
2023年1月4日、ALA最高司令官・カインソーミャ（Khaing Soe Mya）を含むALP/ALA幹部3人が、軍事政権主催の独立記念日の祝賀会から車で帰宅する途中、何者かによって射殺された。ALAはアラカン軍（AA）の仕業だとして、これを非難した。
2024年5月29日から5月31日、シットウェ郡区のビアンピュー（Byian Phyu）で、国軍が村人を虐殺、強姦、家屋を焼き討ちにする事件（ビアンピューの虐殺）が発生したが、AAはこの事件にALAが関わっていたとして非難した。

## 反ロヒンギャ
ALAは反ロヒンギャの姿勢を明確に打ち出していることで知られる。
ALAは、ロヒンギャ愛国戦線（英語版）（RPF）のNDF加盟に断固反対し続けた。またカマン族の妻を持つ自称「アラカン系ムスリム」のウー・チョーフラ（U Kyaw Hla）が、1982年に結成したアラカン解放機構（ALO）が非ロヒンギャ勢力としてNDFへの参加を試みたが、これにもALAは反対し、頓挫させた。2000年には1948年の独立後初めて、ラカイン族とロヒンギャの武装勢力が同盟を組んだアラカン独立同盟（AIA）が、泰緬国境地帯に軍事基地を設立しようとしたが、ALAはこれを阻止した。